# Planking

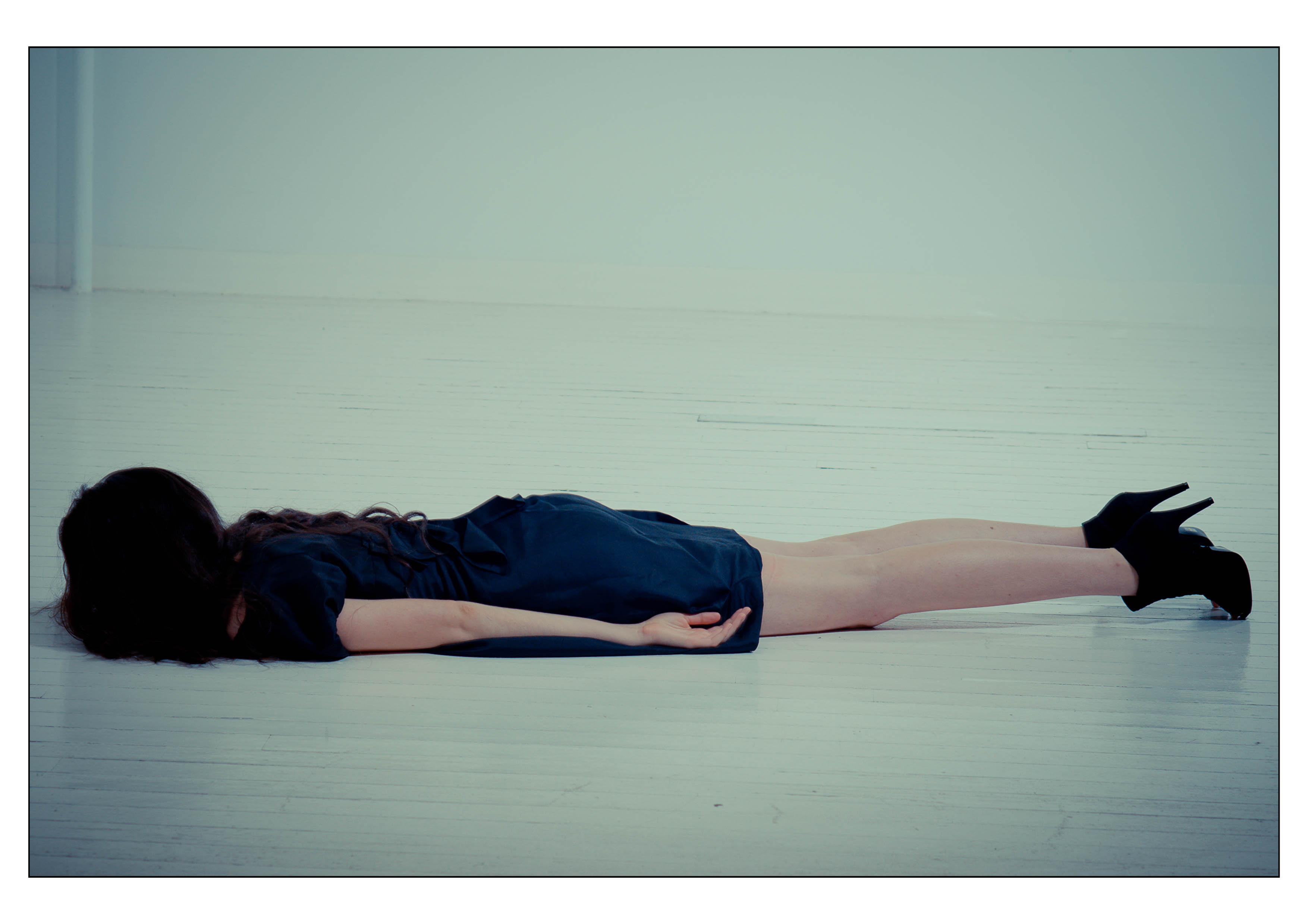
Planking

Planking (de la cuvântul englezesc plank, „scândură”) este practica de a sta culcat cu fața în jos, în poziția de drepți, într-un loc cât mai neobișnuit. Actul este apoi fotografiat și publicat pe situl unei rețele sociale. Cu cât locul este mai periculos, cu atât este mai valoroasă fotografia.
Alte denumiri sub care este cunoscut fenomenul sunt:  "시체놀이" („a face pe mortul”) (2003, Coreea de Sud), "à plat ventre" („pe burtă”, Franța 2004), "extreme lying down" (2008, Australia), "facedowns" (2010, SUA și Irlanda).
Acest fenomen a cauzat accidentări sau chiar moartea.
Jay-Z și Eminem au facut referire la planking în piesele lor "Gotta Have It" pentru Watch the Throne și singl-ul "Rap God", după ce practica a câștigat popularitate și, în cele din urmă, notorietate de la sfârșitul lui 2010 la începutul lui 2011 în Australia.

## Galerie

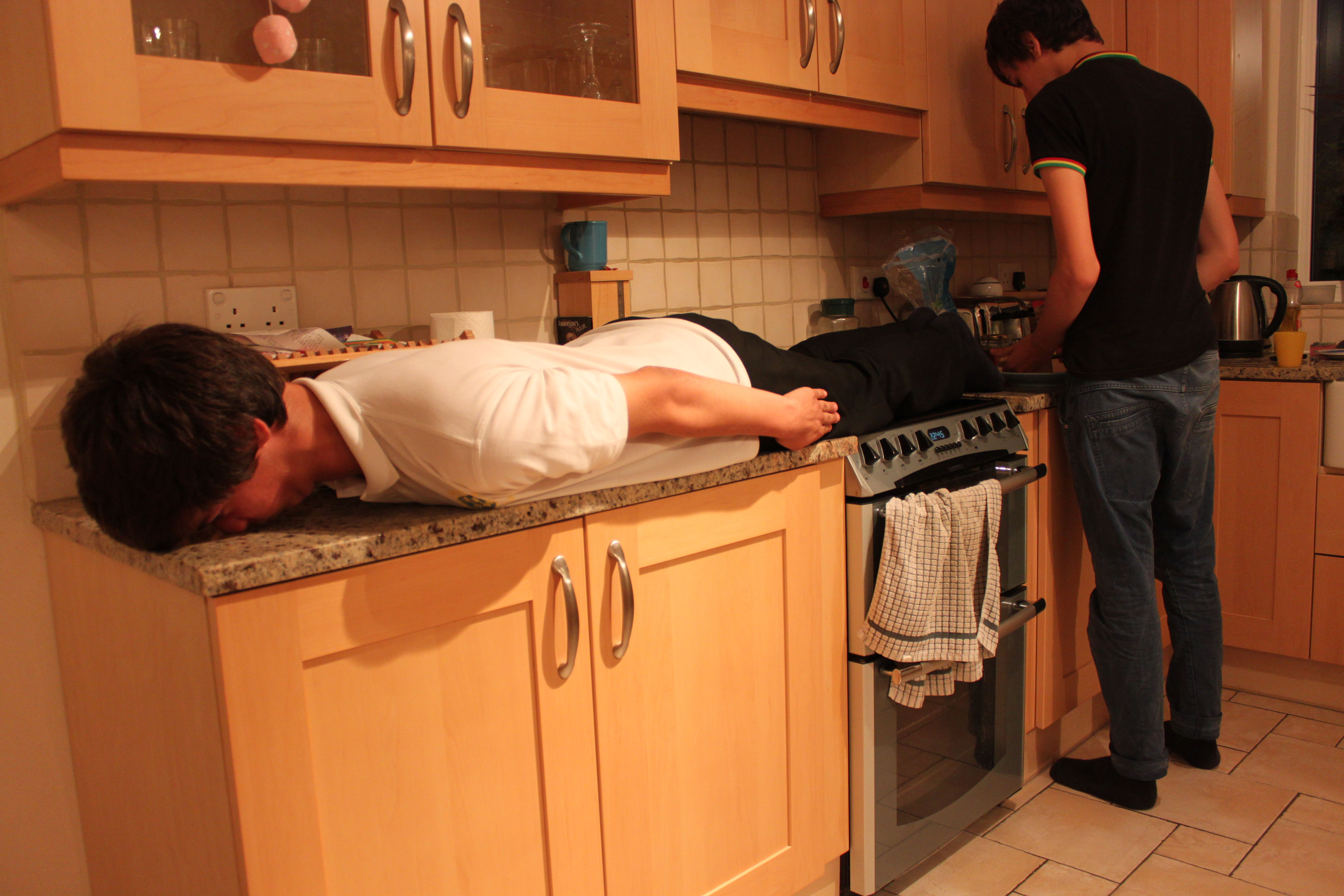
Planking de bucătărie
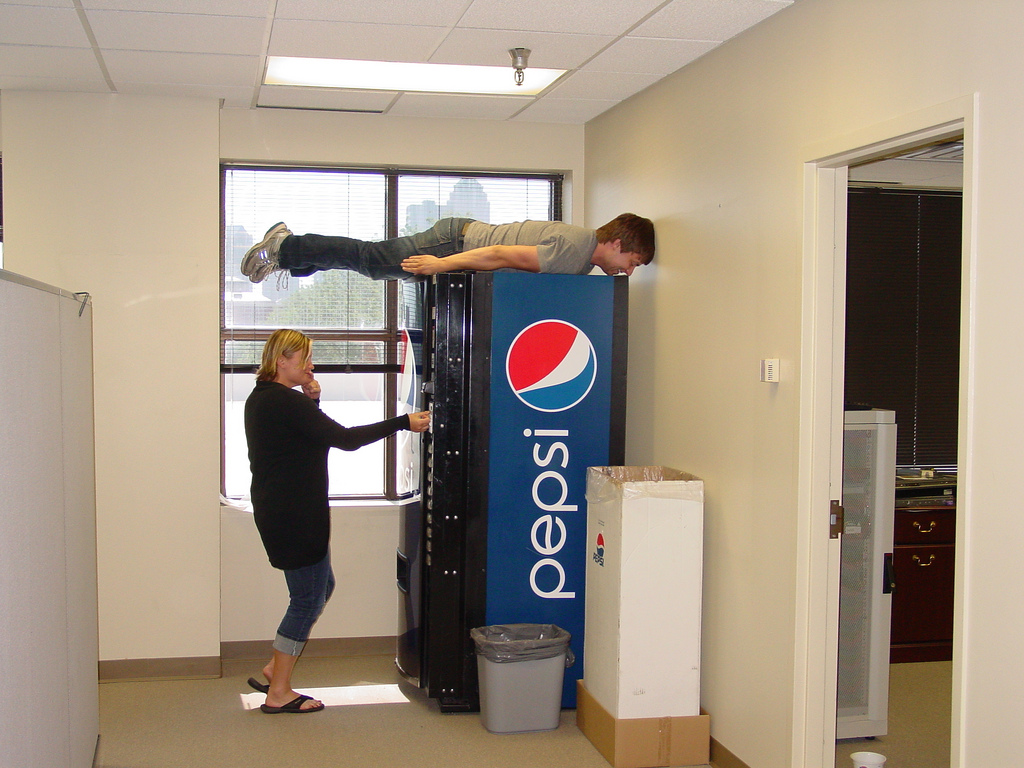
Planking de oficiu
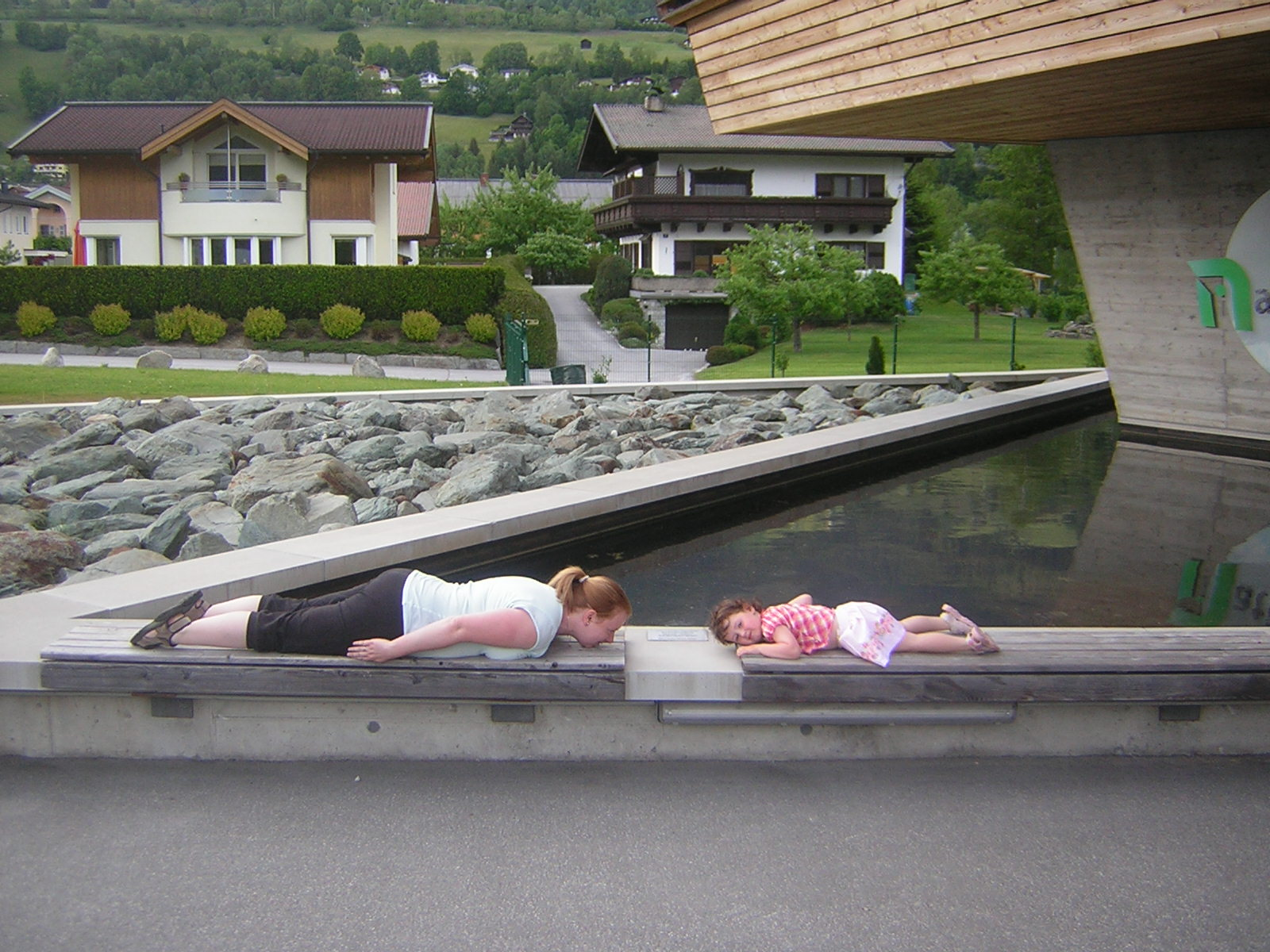
Planking de familie
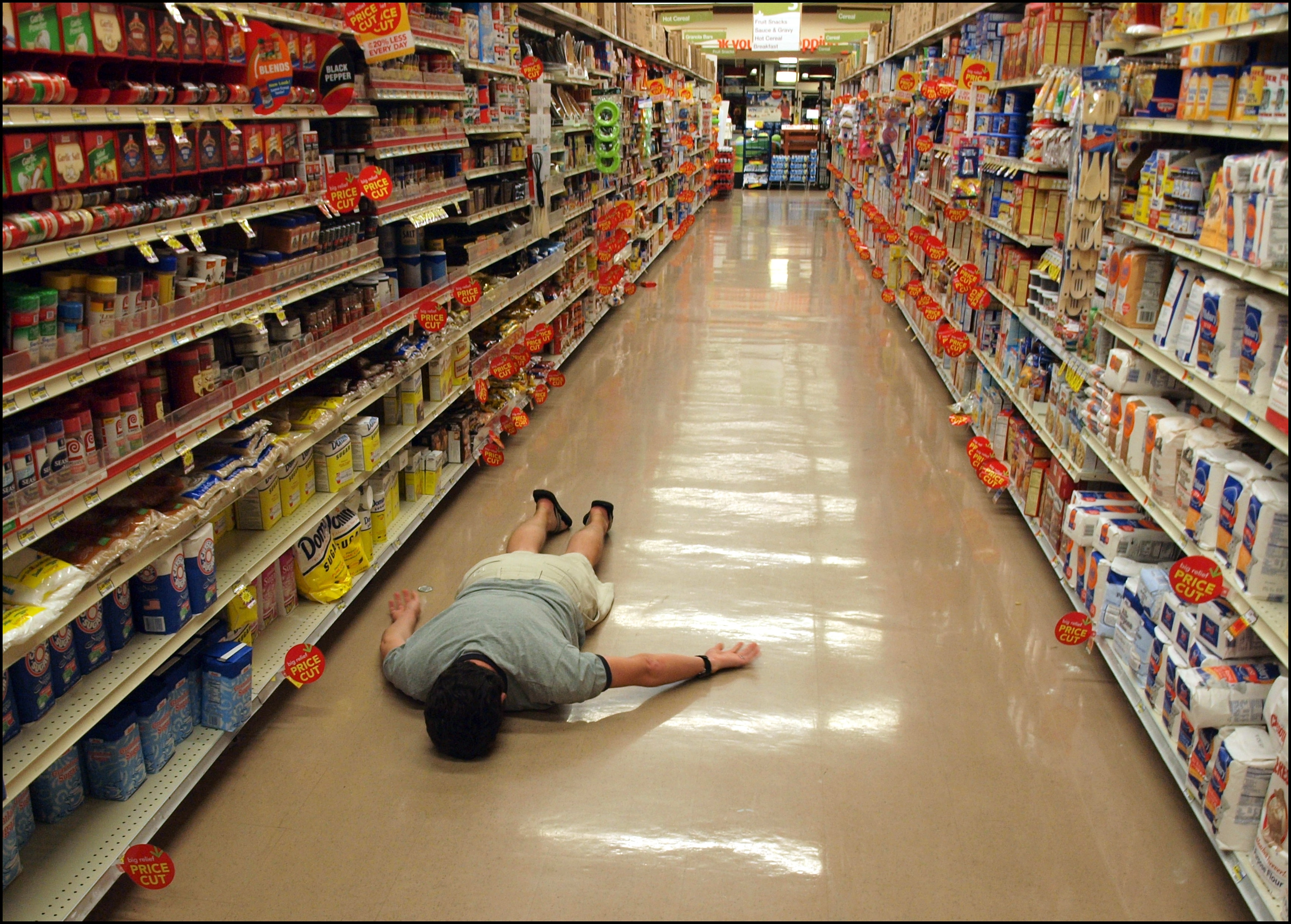
Planking în supermarket

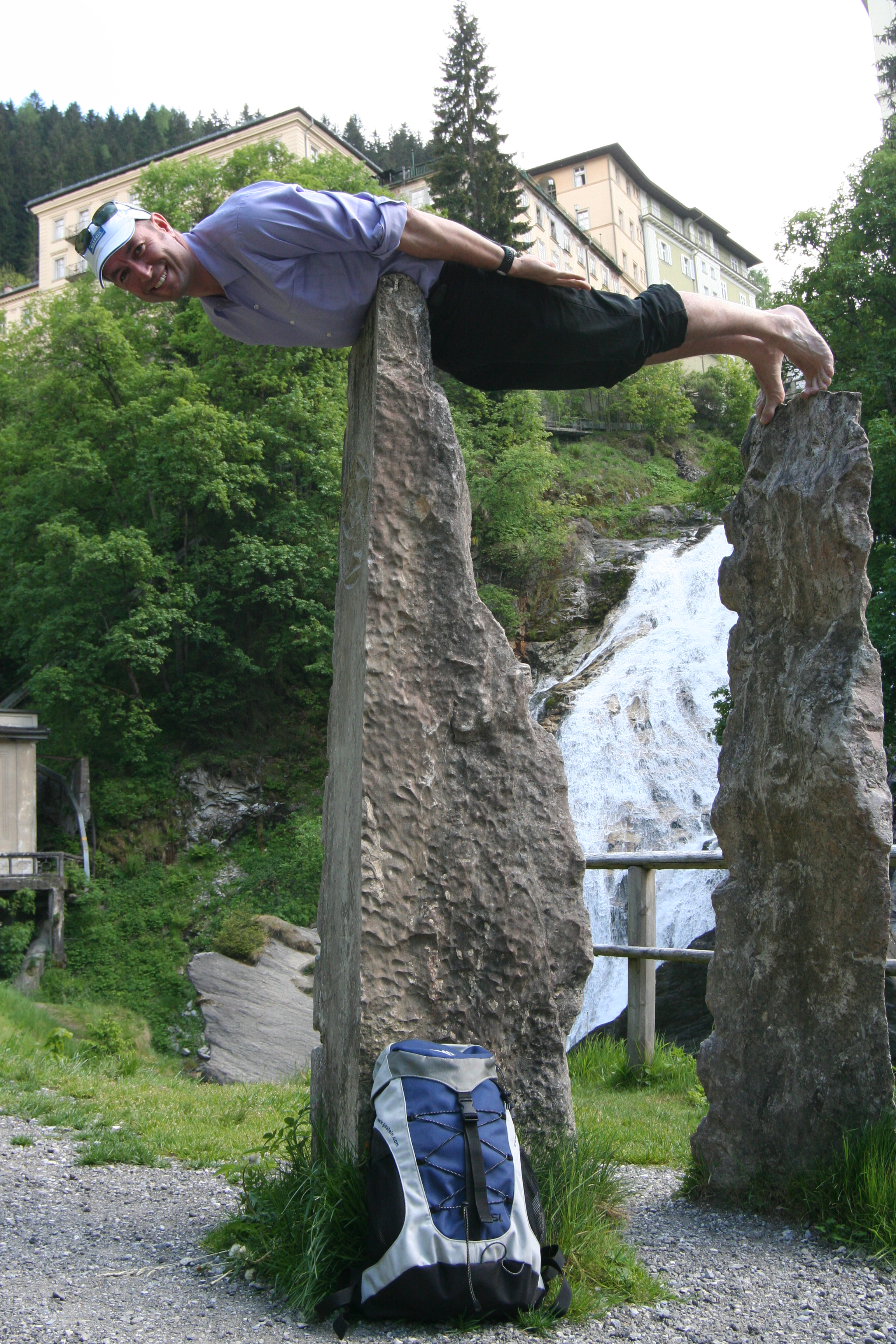
Planking în Austria
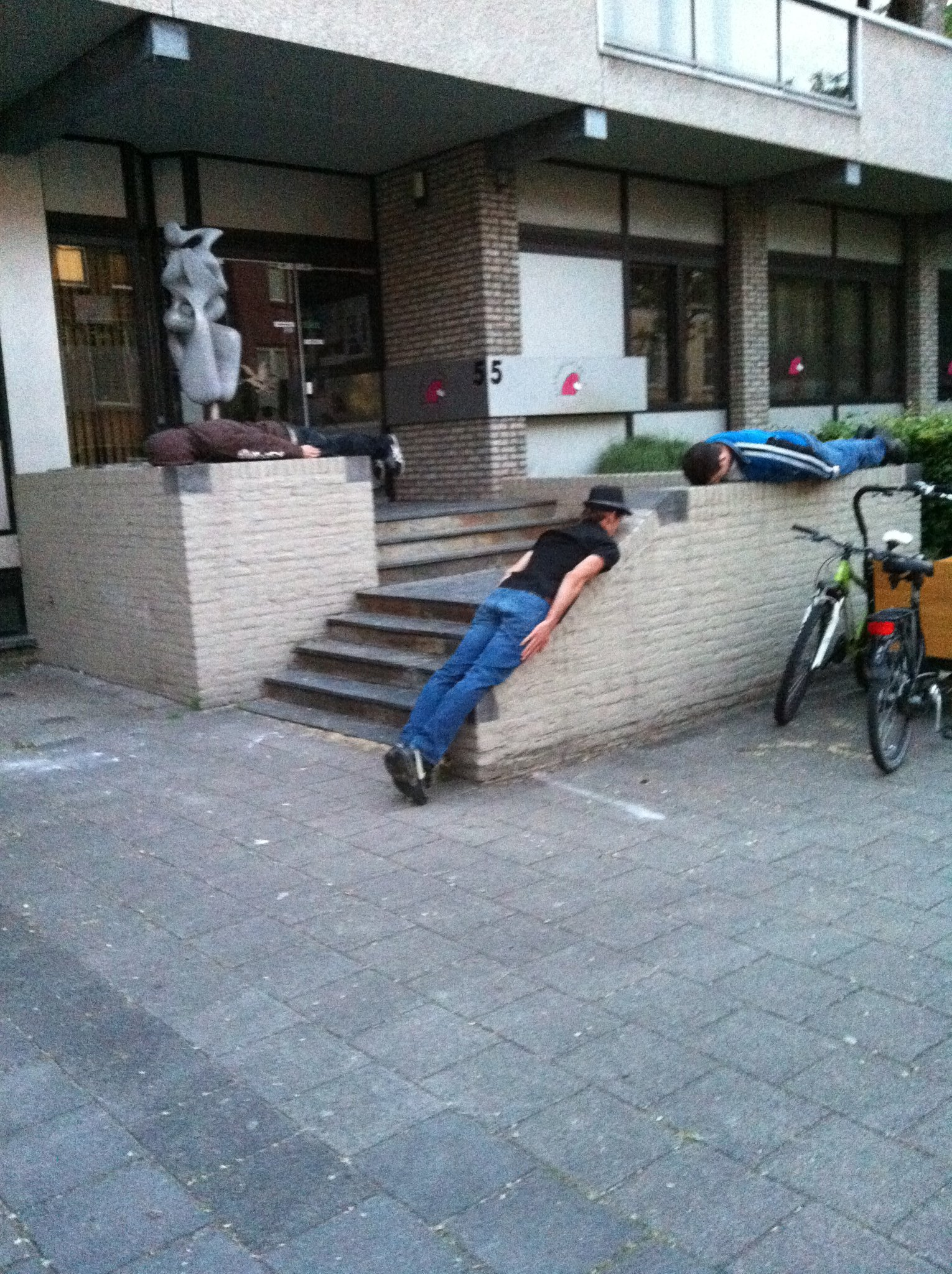
Planking de grup
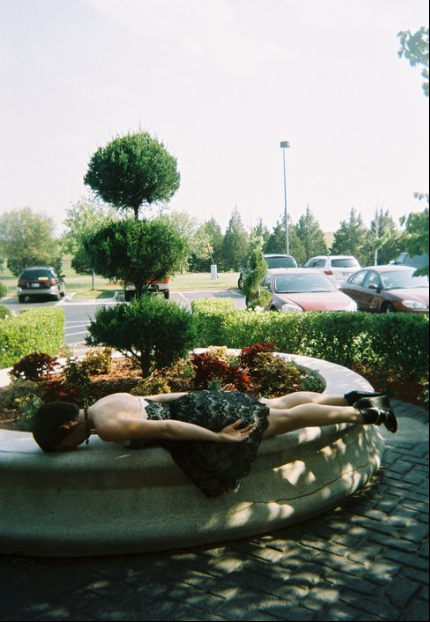
Planking în parcul orasului
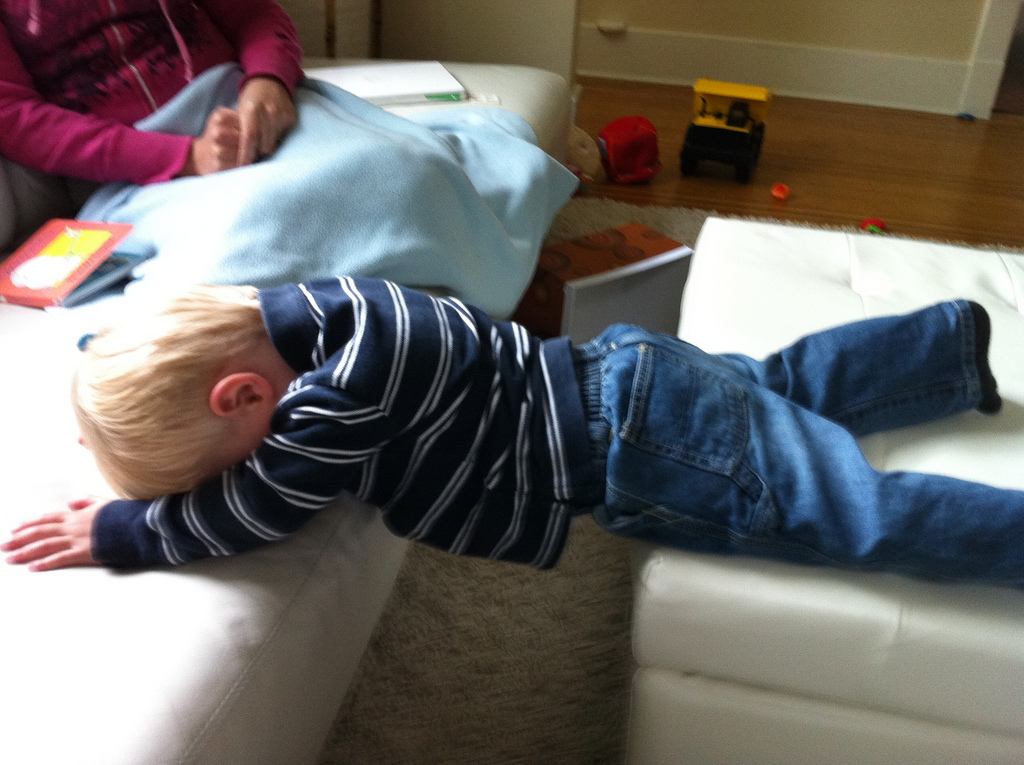
Planking pentru copii
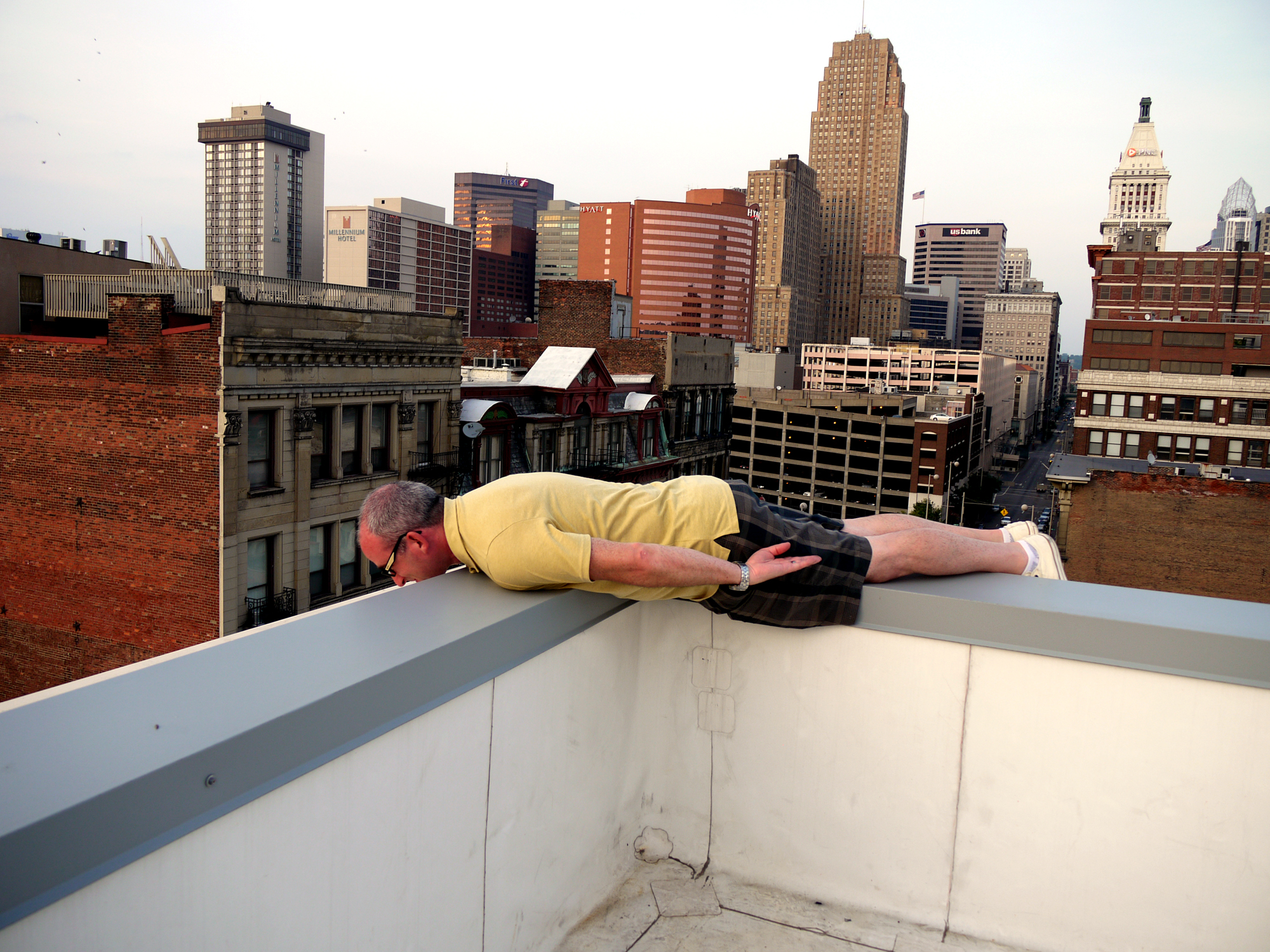
Planking pe acoperișul clădirii